# Stadium Gal
Stadium Gal – stadion piłkarski w Irun, w Hiszpanii. Został otwarty 19 września 1926 roku. Może pomieścić 6344 widzów. Swoje spotkania rozgrywają na nim piłkarze klubu Real Unión.

## Historia
Inauguracyjny mecz klubu Real Unión na nowym stadionie odbył się 19 września 1926 roku. Wcześniej zespół ten grał na Campo de Amute. Po stronie zachodniej obiektu mieściła się zadaszona trybuna główna, w angielskim stylu. Naprzeciwko niej stała odkryta trybuna tarasowa. Angielski układ areny, jak również niechęć Basków do używania języka hiszpańskiego, miał prawdopodobnie wpływ na zastosowanie anglicyzmu („stadium”) w nazwie obiektu.
Real Unión był jednym z klubów-założycieli Primera División. W premierowym sezonie tych rozgrywek w 1929 roku klub ten zajął 9. miejsce w tabeli (na 10 zespołów). Rok później drużyna ukończyła rozgrywki na 6. miejscu, a w kolejnym sezonie na miejscu 7. W sezonie 1931/1932 klub zajął ostatnie, 10. miejsce w tabeli i został relegowany, nigdy później nie powracając już do najwyższej klasy rozgrywkowej.
22 sierpnia 1950 roku na stadionie oddano do użytku tor kolarski, który otaczał boisko. Na otwarcie obiekt gościł finisz 6. etapu 9. edycji wyścigu kolarskiego Vuelta a España. W późniejszym czasie tor ten jednak został zlikwidowany.
W 1997 roku ruszyła kompletna przebudowa stadionu. Na początek powstała zupełnie nowa, zadaszona trybuna główna po stronie zachodniej. Następnie wybudowano nową, niezadaszoną trybunę od strony wschodniej, powstały także wąskie trybuny za bramkami (południowa z zadaszeniem). Prace zwieńczyło zadaszenie trybuny po stronie wschodniej w 2005 roku. Po przebudowie pojemność stadionu wynosi 6344 widzów.
Obiekt położony jest nad brzegiem rzeki Bidasoa, niedaleko granicy z Francją.